# 安托尼夫齊 (舒姆西克區)
50°12′35″N 25°55′38″E / 50.20972°N 25.92722°E
安托尼夫齊（烏克蘭語：Антонівці），是烏克蘭的村落，位於該國西部捷爾諾波爾州，由克列梅涅茨區負責管轄，處於伊洛維齊亞河畔，始建於1590年，面積0.15平方公里，海拔高度280米，2016年人口11。